# Wish (album de Yuna Ito)
Pour les articles homonymes, voir Wish.
Albums de Yuna Itō
Heart
(2007) Dream
(2009)
Singles
Wish est le 2e album de Yuna Itō, sorti sous le label Sony Music Entertainment Japan le 20 février 2008 au Japon. Il atteint la 3e place du classement de l'Oricon. Il se vend à 49 095 exemplaires la première semaine, et reste classé pendant 15 semaines, pour un total de 103 405 exemplaires vendus. Il sort en format CD et CD+DVD.

## Les chansons
- I'm Here a été utilisé comme thème musical pour le film Unfair: The Movie.
- Urban Mermaid a été utilisé pour une campagne publicitaire pour le shampooing Lux.
- Anata ga Iru Kagiri ~A World to Believe In a été utilisé pour une campagne publicitaire pour LISMO.
- Tokyo Days a été utilisé pour une campagne publicitaire pour Proactiv Solution.
- Colorful a été utilisé comme thème musical pour Mezamashi Doyoubi sur Fuji Television.
- Unite As One a été utilisé comme musique de générique de fin du jeu vidéo Time Hollow: Ubawareta Kako wo Motomete sur Nintendo DS.

## Liste des titres
| 1.  | Power of Love                                                  | Noguchi Kei (野口圭), Kaoru Hukano (深野香)   | Masaaki Asada (浅田将明)                     | 4:23 |
| 2.  | Alone Again                                                    | Cannabis (百田留衣)                           | Cannabis (百田留衣)                          | 4:33 |
| 3.  | Anata ga Iru Kagiri ~ A World to Believe In (あなたがいる限り) | Tino Izzo, Rosanna Ciciola                    | Tino Izzo, Rosanna Ciciola                   | 4:10 |
| 4.  | Urban Mermaid                                                  | Hiwatari Sutsuka (ヒワタリスツカ)             | Tanaka Hayato (田中隼人)                     | 3:58 |
| 5.  | Heartbeat                                                      | Hidy Tanaty (田中秀典), Kaoru Hukano (深野香) | Tanaka Hayato (田中隼人)                     | 4:23 |
| 6.  | Colorful                                                       | YOKE・NUTS                                    | AKIRA                                        | 4:58 |
| 7.  | Unite As One                                                   | Noguchi Kei (野口圭)                          | Kazuhiro Hara (原一博)                       | 6:49 |
| 8.  | Mahaloha                                                       | Yuna Itō, Micro                               | Yuna Itō, Micro, Ryohei Shimoyama (下山亮平) | 4:03 |
| 9.  | A Long Walk                                                    | Kaoru Hukano (深野香)                         | Kazuto Okawa (大川カズト), Fumie Masuko      | 4:25 |
| 10. | Moon Rabbit                                                    | mugen                                         | mugen                                        | 5:34 |
| 11. | I'm Here                                                       | Noguchi Kei (野口圭)                          | Kazuhiro Hara (原一博)                       | 4:45 |
| 12. | Wish                                                           | Hidy Tanaty (田中秀典)                        | Masahiro Tobinai (飛内将大)                  | 5:43 |
| 13. | Tokyo Days                                                     | YOKE・NUTS                                    | Kousuke Noma (野間康介)                      | 5:00 |
| 14. | My Heart Will Go On                                            | James Horner, Will Jennings                   | James Horner, Will Jennings                  | 4:43 |

| 1. | I'm Here                                   |  |
| 2. | Mahaloha                                   |  |
| 3. | Urban Mermaid                              |  |
| 4. | Anata ga Iru Kagiri ~A World to Believe In |  |